# Stelletta siemensi
Stelletta siemensi är en svampdjursart som beskrevs av Keller 1891. Stelletta siemensi ingår i släktet Stelletta och familjen Ancorinidae.
Artens utbredningsområde är Eritrea. Inga underarter finns listade i Catalogue of Life.